# Carl Gershman

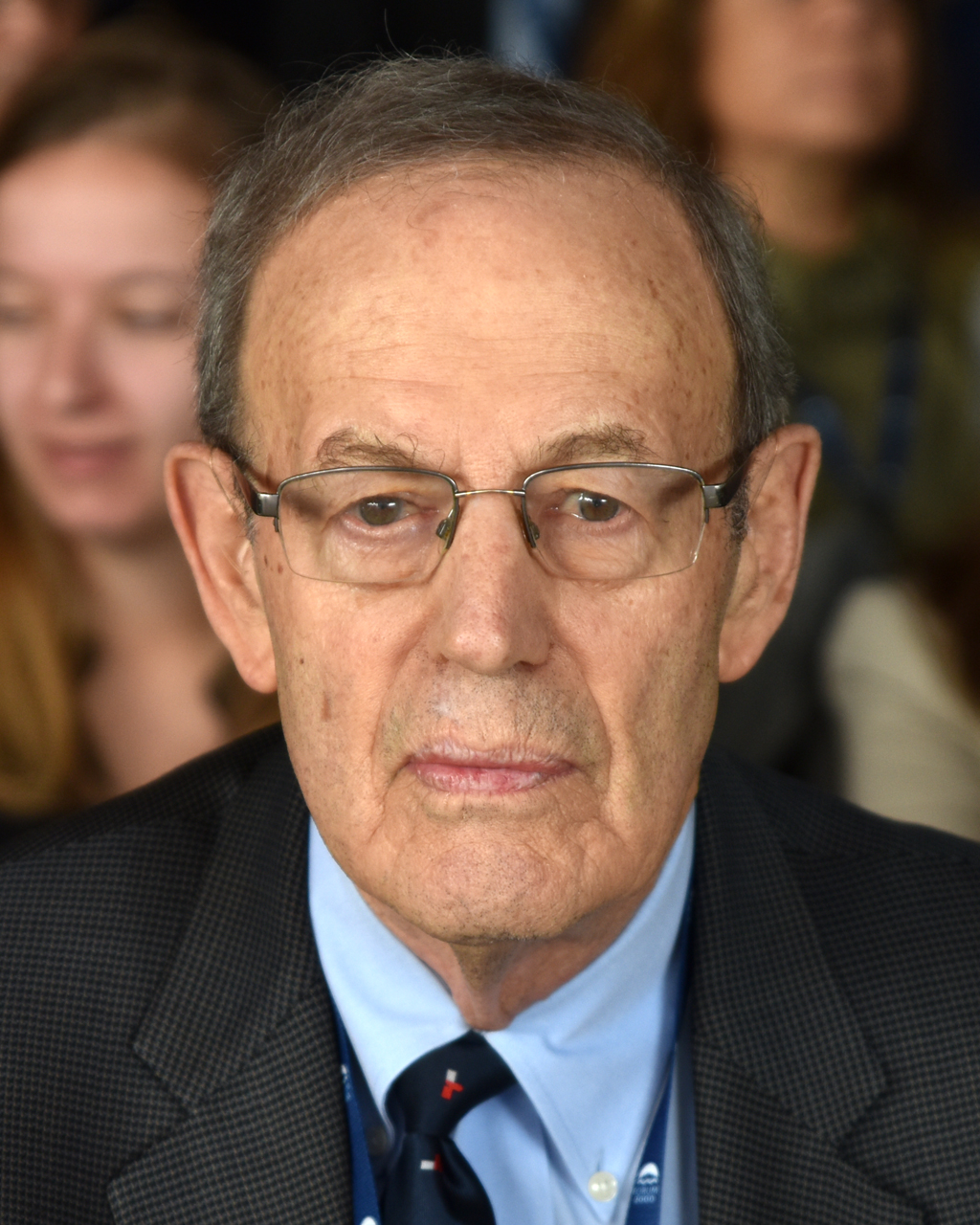
Carl Gershman (2024)

Carl Gershman (* 20. Juli 1943 in New York City) ist ein US-amerikanischer Funktionär. Er war von 1984 bis 2021 Gründungspräsident des National Endowment for Democracy (NED), einer privaten, größtenteils von der US-Regierung finanzierten Institution, die Nichtregierungsorganisationen unterstützt, die sich weltweit für Demokratie einsetzen. Während seiner Präsidentschaft stiegen die jährlichen Kongressmittel des NED von 18,5 Millionen Dollar im Jahr 1984 auf 300 Millionen Dollar im Jahr 2021, mit denen fast 2.000 Projekte in 100 Ländern finanziert wurden.

## Laufbahn
Gershman wurde in eine jüdischen Familie in New York City geboren. Er schloss die renommierte Vorbereitungsschule Horace Mann ab und studierte an der Yale University, wo er als Mitglied des Yale Civil Rights Council an der US-Bürgerrechtsbewegung mitwirkte. 1965 schloss er sein Studium an der Yale University mit einem Bachelor of Arts magna cum laude ab und wurde in seiner Studienzeit in die Studentenvereinigung Phi Beta Kappa aufgenommen.
Von 1965 bis 1967 diente Gershman bei Volunteers in Service to America in Pittsburgh, einer im Inland tätigen Version des Friedenscorps. 1968 schloss er sein Studium an der Harvard Graduate School of Education mit einem Master of Education ab. 1968 arbeitete er in der Forschungsabteilung von B’nai B’rith. Von 1969 bis 1971 war er Forschungsdirektor am A. Philip Randolph Institute, einer Organisation afroamerikanischer Gewerkschafter, wo er Assistent von dessen Leiter Bayard Rustin war.
Von 1969 bis 1974 war Gershman Forschungsdirektor, Co-Vorsitzender und Geschäftsführer des Jugendkomitees für Frieden im Nahen Osten, wo er auch die Zeitschrift Crossroads der Organisation herausgab. 1972 war er Mitglied des Verwaltungsrats des American Jewish Committee. Carl Gershman war auch Funktionär der Young People’s Socialist League (YPSL), der Jugendsektion der Socialist Party of America. Von 1974 bis Januar 1980 war Gershman geschäftsführender Direktor der Social Democrats, USA, dem Nachfolger der Socialist Party.
Gershman war während der ersten Amtszeit der Reagan-Regierung US-Botschafter beim Menschenrechtsrat der Vereinten Nationen, leitender Berater der US-Botschafterin bei den Vereinten Nationen, Jeane Kirkpatrick, und war stellvertretender US-Vertreter im UN-Sicherheitsrat. 1982 schlug Präsident Reagan bei einer Rede in Westminster Palace die Schaffung des National Endowment for Democracy (NED) vor, um demokratische Bewegungen überall in der Welt zu fördern. Der NED wurde im folgenden Jahr, 1983, durch ein Gesetz des Kongresses gegründet. Im Jahr 1984 wurde Gershman zum Präsidenten der National Endowment for Democracy ernannt.
Unter Gershmans Leitung unterstützte der NED zahlreiche Nichtregierungsorganisationen und auch die polnische Gewerkschaft Solidarność, welche eine Schlüsselrolle beim Fall des Eisernen Vorhanges spielte. Gershman initiierte auch eine Reihe von Aktivitäten, die darauf abzielten, Programme des NED durch Demokratieforschung, Interessenvertretung und Vernetzung zu ergänzen, darunter das International Forum for Democratic Studies, das Journal of Democracy, das Reagan-Fascell Democracy Fellows Program und das Center for International Media Assistance. 1999 gründete er das World Movement for Democracy.
Im Jahr 2021 wurde Gershman von den russischen Komikern Wladimir Kusnezow und Alexej Stoljarow reingelegt, die Gershman und andere NED-Funktionäre davon überzeugten, dass sie aus der Ferne mit Swjatlana Zichanouskaja, der belarussischen Oppositionsführerin, und einem ihrer Helfer sprachen. Gersham sagte, das NED unterstütze „viele, viele Gruppen und wir haben ein sehr, sehr aktives Programm im ganzen Land“, und dass das NED Kontakt mit dem Chefberater des russischen Oppositionsführers Alexei Nawalny habe.
Gershman trat im Sommer 2021 nach über 20 Jahren als Präsident des NED zurück.